# Fájdalmas Szűzanya

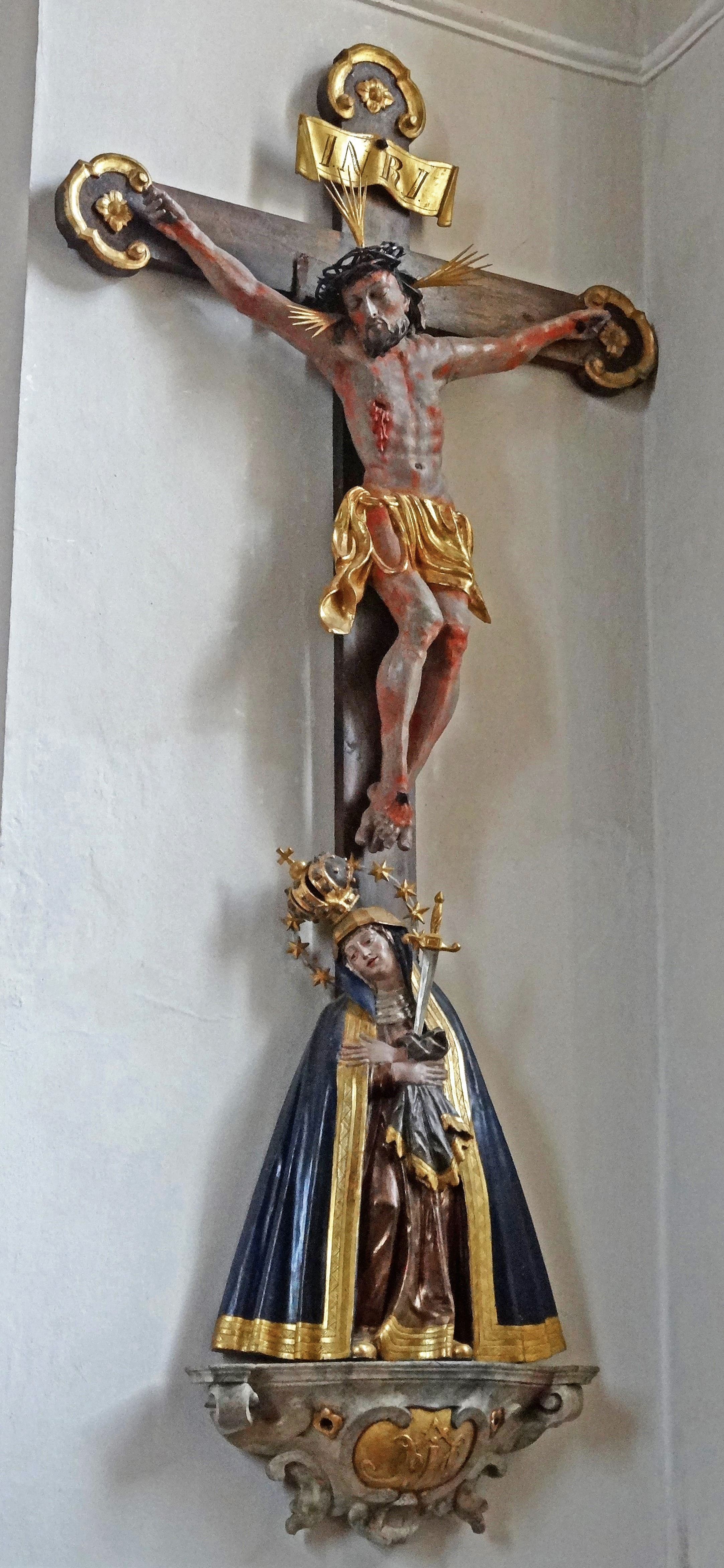
Barokk Mater dolorosa-szobor a feszület alatt a németországi Högling (Bruckmühl település része) Szent Márton-templomában

Fájdalmas Szűzanya vagy Fájdalmas Anya (latinul: Mater dolorosa), Fájdalmas Szűz vagy Hétfájdalmú Szűz, a magyar népi hagyományban néha Fájdalmas Boldogasszony: Máriának, Jézus Krisztus anyjának egyik, a katolikus egyházban szokásos megnevezése, vallásos tárgyú festmények, szobrok, irodalmi és egyéb műalkotások gyakori témája. Az ábrázolás különleges és közismert formája a Pietà, vagyis a keresztről levett halott Krisztust ölében tartó Mária szobra vagy képe.
Mai liturgikus tisztelete kiemelten kötődik a szervita rend hagyományához, ünnepnapja szeptember 15.

## Eredete
Az újszövetségi Szentírásban Lukács evangéliuma megemlékezik arról, hogy amikor Szűz Mária és Szent József a zsidó vallás előírásai szerint bemutatták Jézust a jeruzsálemi templomban, akkor az agg Simeon megjövendölte Máriának: „A te lelkedet is tőr járja át”. Az egyházi hagyomány szerint ez a prófétai mondat a maga egészében akkor teljesült be, amikor a római katona a keresztre feszített és már meghalt Jézus oldalát lándzsával átdöfte (latinul transfixio, a. m. átszúrás). A hagyomány úgy tartja, ekkor vált teljesen eggyé Szűz Mária szenvedése Jézuséval. Az élő anya ugyanis jelen volt, ott állt fia keresztfája alatt, és szemtanúja volt Jézus szenvedéstörténetének. Krisztus testében szenvedett, de lélekben nem tört meg, az anyja viszont lelkében szenvedett de testével nem tört meg. Így anya és fia, Szűz Mária és Jézus szíve összeforrt ebben a pillanatban.
A kereszt alatt álló Mária (a szoros értelemben vett Fájdalmas Anya) szenvedésén kívül később a jámborság több más evangéliumi és hagyománybeli mozzanatot is azonosított, amelyekben Mária társa lett fia szenvedéseinek, részben már a keresztre feszítés előtt is, annak gyermekkorától kezdve. Így alakult ki a Hétfájdalmú Szűzre vonatkozó hagyomány. 1236-ból származik az első feljegyzés, amely Szűz Mária hét örömét és fájdalmát sorolja fel (addig általában ötöt-ötöt tartottak számon).

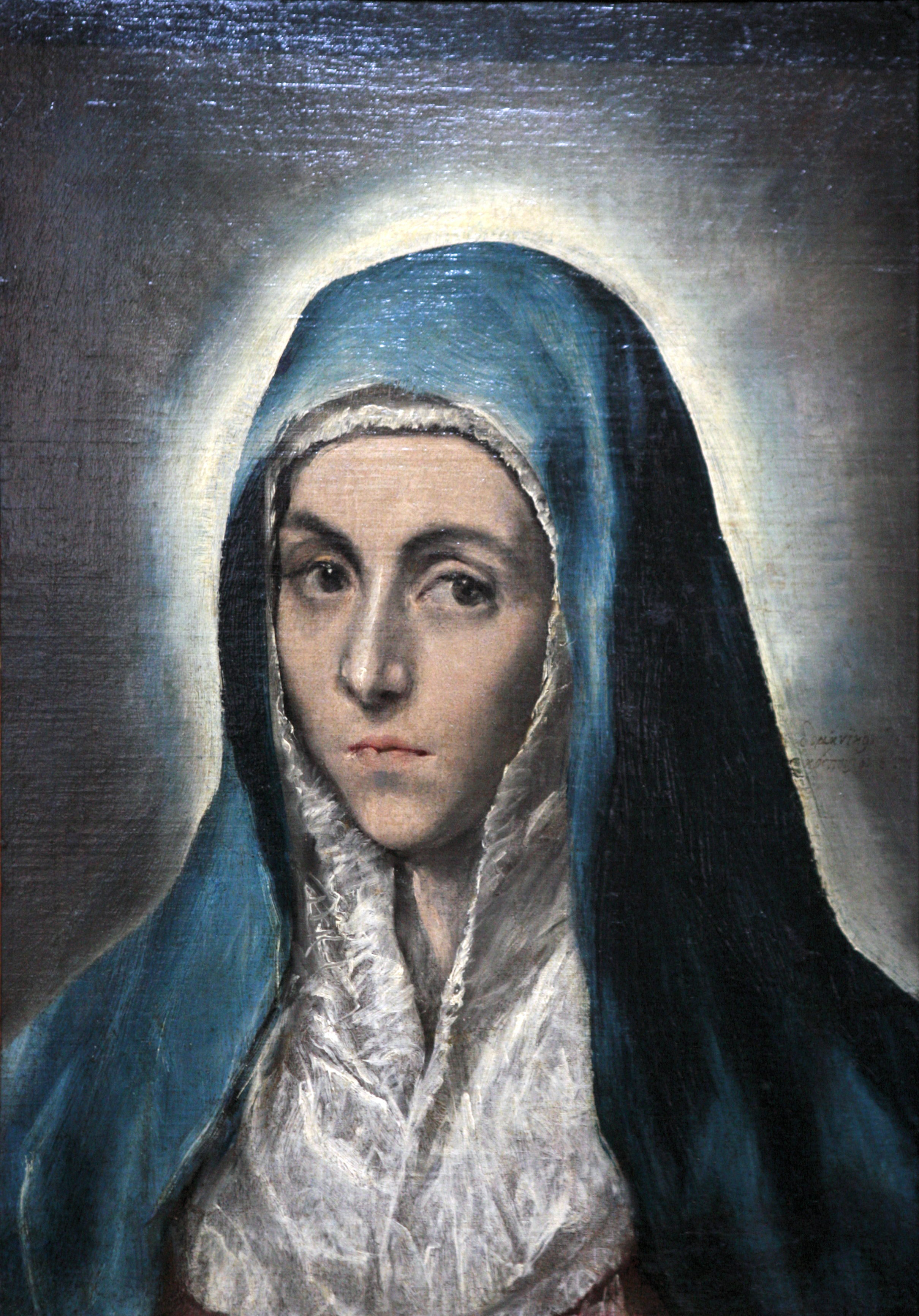
El Greco (1541–1614): Mater dolorosa

A „hét fájdalom” szokásos felsorolása:
- Simeonnak a Mária lelkét árjáró tőrre vonatkozó jövendölése (Lk 2,22-35)[6]

- vagy ehelyett, népiesebb felsorolásokban Jézus körülmetélése (Lk 2,21)

- A szent család menekülése Egyiptomba (Mt 2,13-15)[8]
- A 12 éves Jézus elvesztése és keresése Jeruzsálemben (Lk 2,48)[9]
- Mária találkozása a keresztet hordozó Jézussal (a Szentírásban nem szerepel, a jámbor hagyomány tartja számon, 4. stációként a keresztút része)
- Mária ott áll Jézus keresztje alatt (Jn 19,25)[10]
- A halott Jézus testét leveszik a keresztről és Mária ölébe helyezik (Pietà)
- Jézus sírba tétele (Lk 23,50-55; Jn 19,38-42)[11]

(Megjegyzendő, hogy Jézus születése nem tartozik ezek közé az események közé, mert a katolikus hagyomány szerint Mária fájdalom nélkül szülte gyermekét, mivel mentes volt az eredendő bűntől, márpedig – a Teremtés könyve alapján (Ter 3,16) – a szülés fájdalmas voltát az eredendő bűn büntetéseként értelmezték.)

## Története
A Fájdalmas Szűzanya-kultusz gyökere valószínűleg a keresztes háborúk Szentföld-élményében és az ahhoz kapcsolódó passió-kultuszban kereshető. Terjesztéséért a koldulórendek, különösen a ferencesek tettek sokat, a szervita rendnek pedig kifejezett lelkiségévé vált.
1221-ből származik az első adat Fájdalmas Szűzanya-oltár állításáról, mégpedig a Baden-Württembergi Schönau kolostorának templomában. A hagyomány szerint 1233-ban, de legkésőbb az 1240-es évek elején megalakul Firenze közelében a szervita rend (olaszul Compagnia di Maria Addolorata, a "Fájdalmas Szűzanya Társasága", vagy Servi di Maria, "Mária szolgái"), melynek tagjai a Fájdalmas Szűzanya tiszteletét kezdettől fogva központi célkitűzésüknek tartják. A rend 1304-ben kapja meg a pápai jóváhagyást, de már ezt megelőzően, a XIII. század végén elterjed Itáliában, sőt eljut német területre is.

### Ünneplése

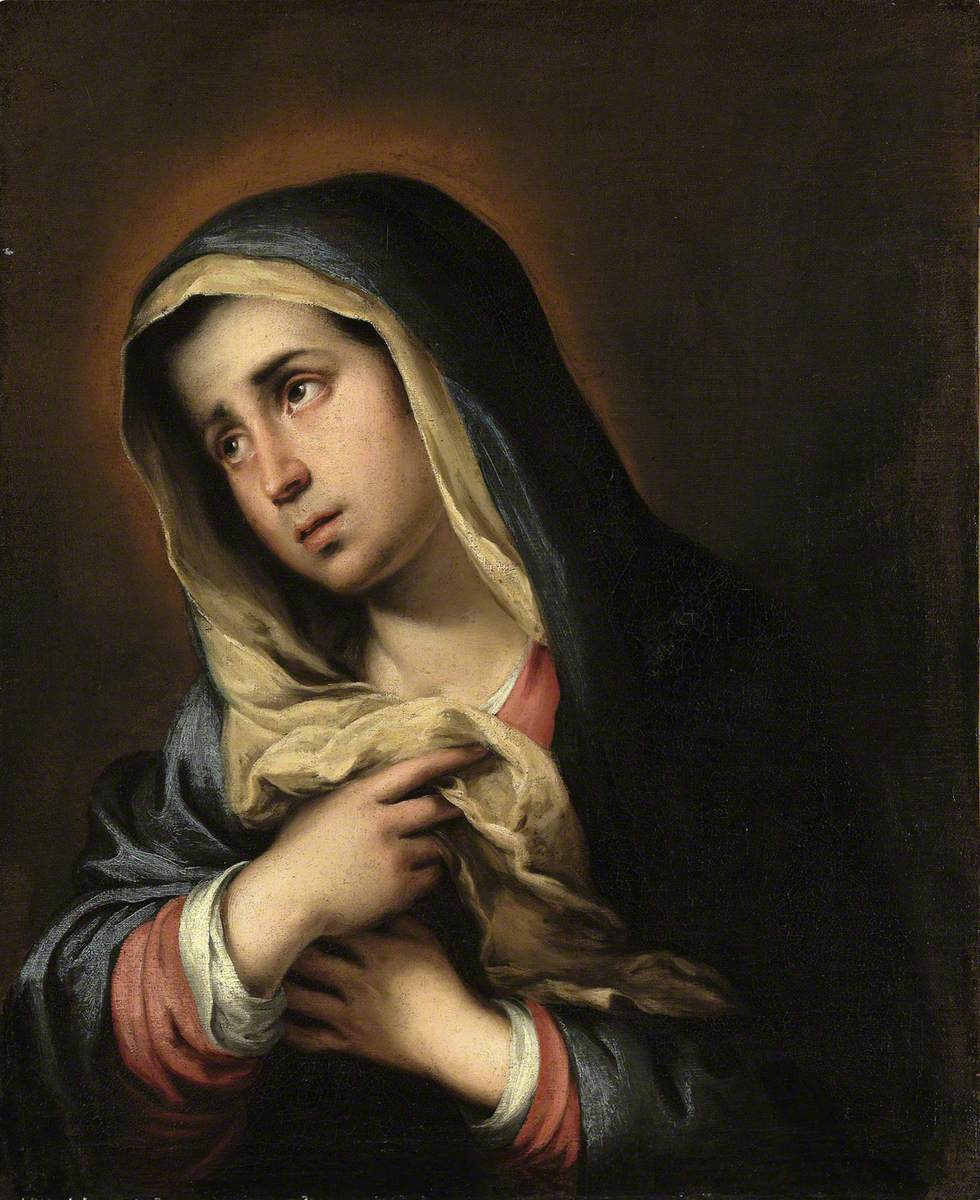
Murillo (1617-1682): Mater dolorosa

Isten Anyjának szenvedéseiről a liturgiában már a rá vonatkozó külön ünnepek időpontjának rögzülése előtt is megemlékeztek, leginkább a Nagyhéten. Ennek nyomai már a XI. században fellelhetők. A német szervita szerzetesek a XIII.-XIV. században Mária fájdalmainak ünneplését Nagyszombaton tartják, és elterjesztik a kereszt alatt álló Mária együttszenvedésének (latinul: Compassio Mariae) liturgiáját. A XV. században elterjed a gondolatnak a húsvéti időben való ünneplése, a kölni érsek 1414-ben körmenetet is rendel a megemlékezéshez. Az ünnep első konkrét dátumát az 1423-as kölni zsinat vezette be a Húsvét utáni harmadik péntekre, amit a XVI. század folyamán Galliában és Itáliában megtartottak. Ekkortól nevezték az ünnepet Fájdalmas pénteknek. Egy 1714. augusztus 18-án kelt római rendelkezés már a virágvasárnap előtti pénteken történő ünneplést erősíti meg, és XIII. Benedek pápa – a huszita képrombolásért való engesztelés gondolatával összekötve – 1727-ben az egész katolikus egyház számára ezt az utóbbi időpontot írta elő. A nagyböjti dátum által jobban kidomborodott Mária fájdalmának a kereszthalálra készülő Jézussal való párhuzamossága, bár a nagyböjt ősi liturgikus rendjében ez az ünnep mindig valamelyest idegen test maradt.
A Fájdalmas Szűzanyát különösen tisztelő szerviták ettől függetlenül, bár hasonló logika alapján kezdték ünnepelni az 1240-es évektől Mária szenvedéseit a Szent Kereszt felmagasztalásának ünnepe után, szeptember harmadik vasárnapján. A rend 1668. június 9-ei dátummal kapta meg a Rítuskongregáció jóváhagyását Mária hét fájdalmának votívmiséjére, az ünnep szeptember harmadik vasárnapjára eső időpontját pedig XII. Ince pápa hagyta jóvá 1692-ben. VII. Piusz pápa 1814-ben – hálából a Napóleon fogságából való szabadulásáért – ezt a szeptemberi időpontot terjesztette ki most már az egész egyházra kötelező ünneplésként, beiktatva ezt a napot az ünnepek római általános kalendáriumába. XI. Piusz pápa 1913-ban tette át az ünnepet szeptember 15-ére, a Szent kereszt felmagasztalása ünnepét (szeptember 14.) követő napra azzal a szándékkal, hogy megszüntesse a kettős (nagyböjti és szeptemberi) ünneplést. A Virágvasárnap előtti Fájdalmas péntek végül 1960-ban került ki teljesen a liturgikus naptárból. Így tehát a jelenlegi katolikus liturgikus naptárban a Fájdalmas Szűzanyának egy ünnepe van, szeptember 15-én.

### Képzőművészet

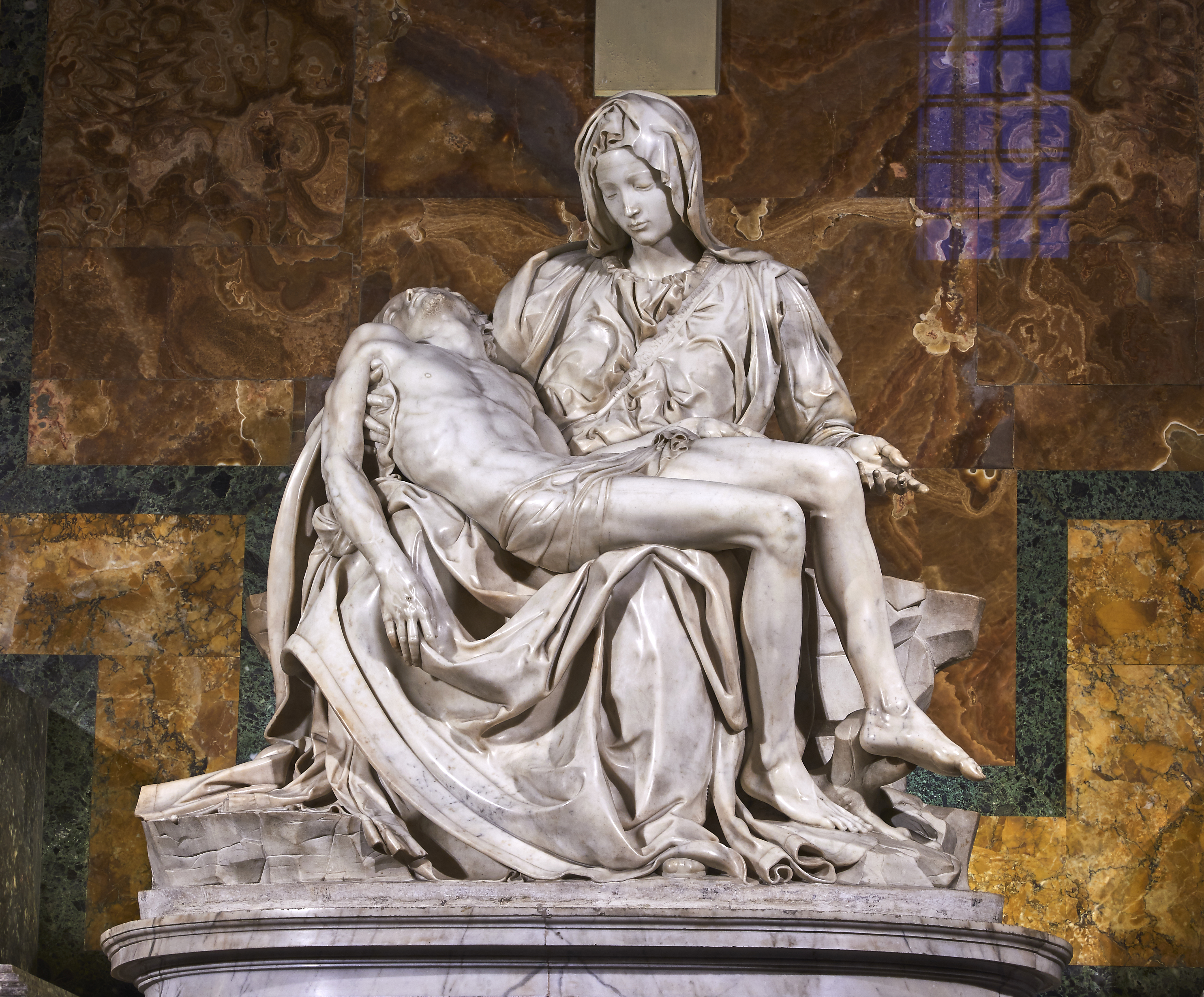
Michelangelo (1475–1564): Pietà

## Tisztelete, kulturális összefüggései

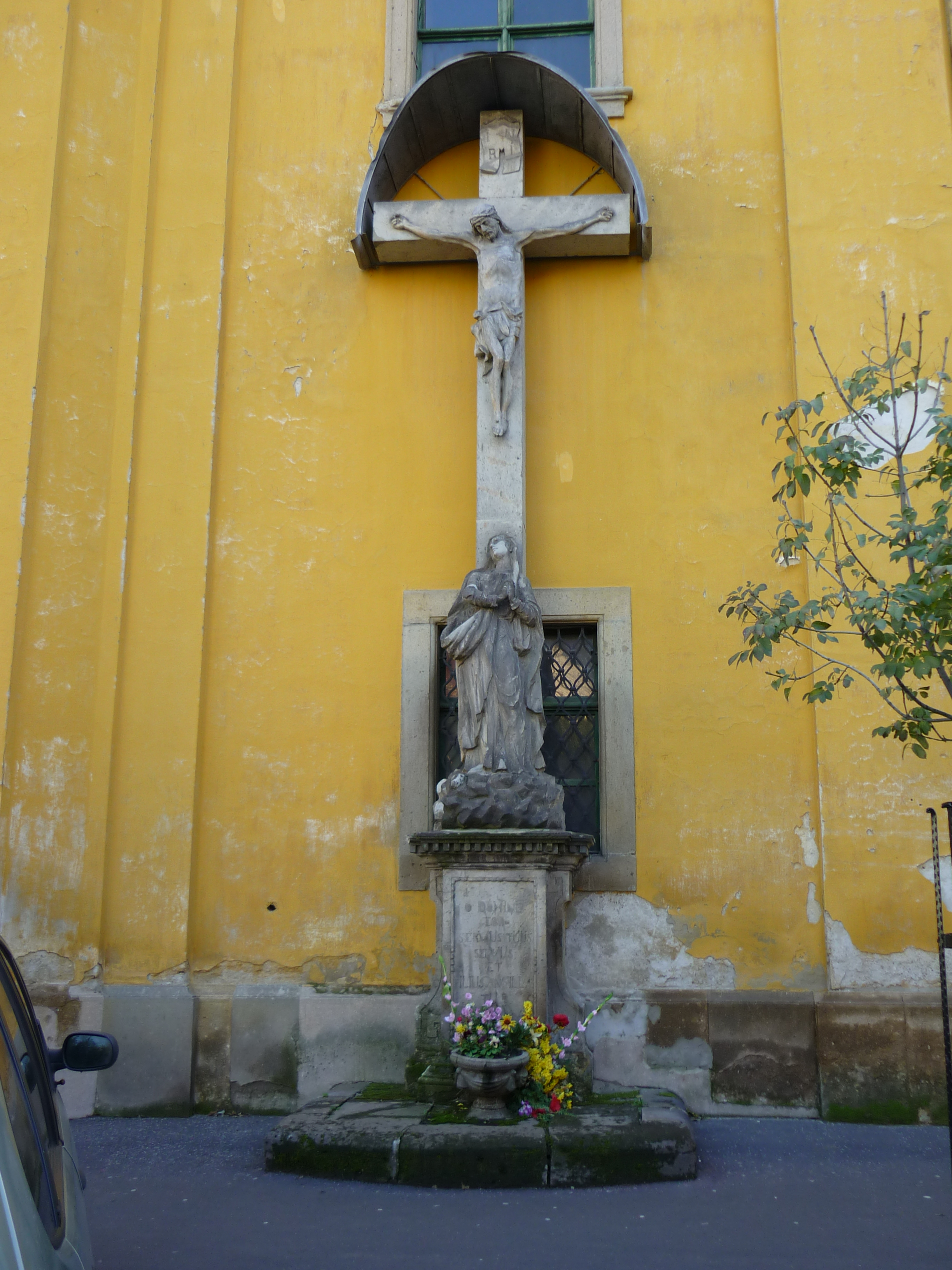
Mater Dolorosa-szobor Egerben, a ferences templom előtt

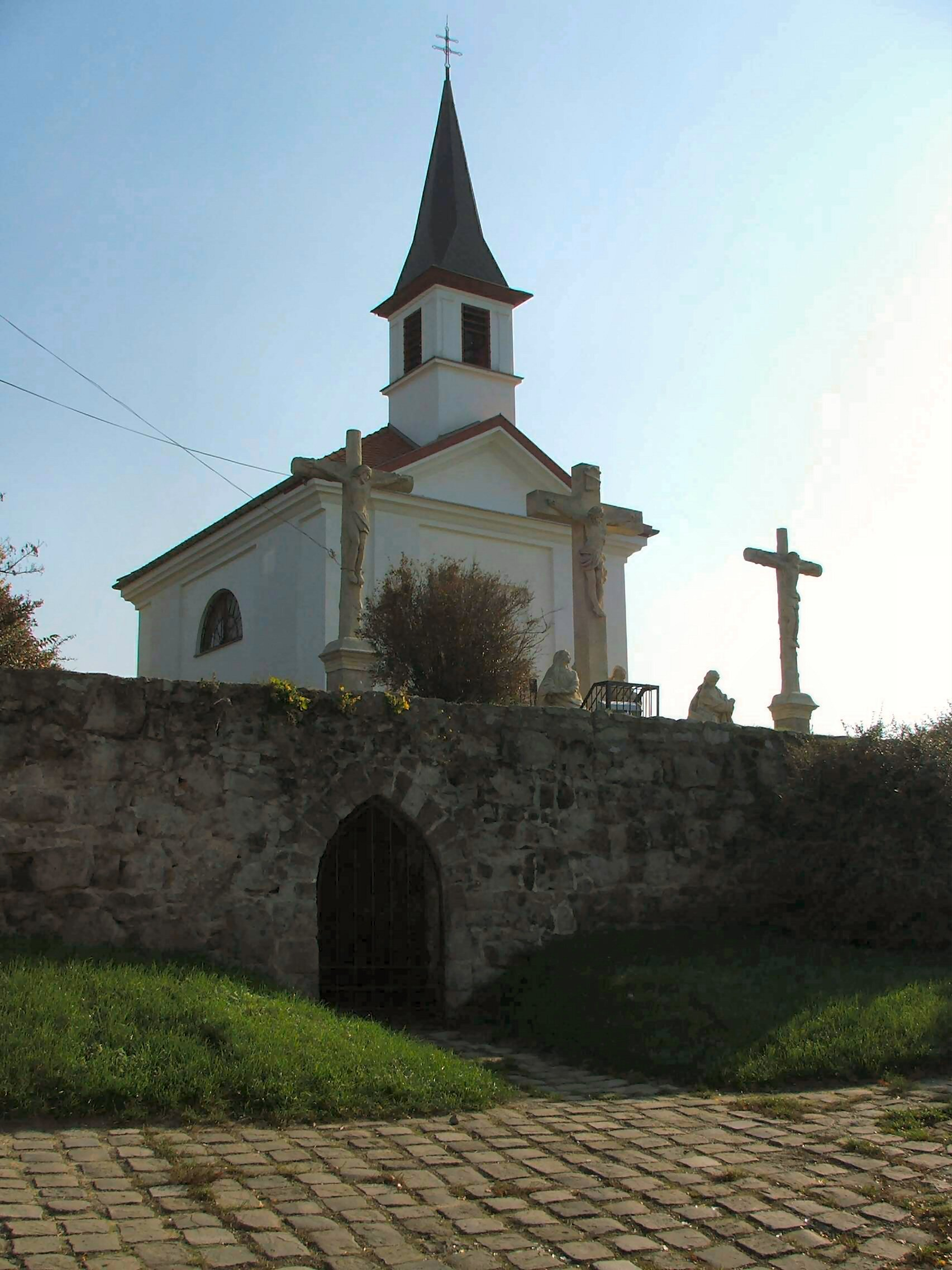
A Fájdalmas Szűz-kápolna Esztergom Szenttamás városrészében

## Művészi megjelenítése

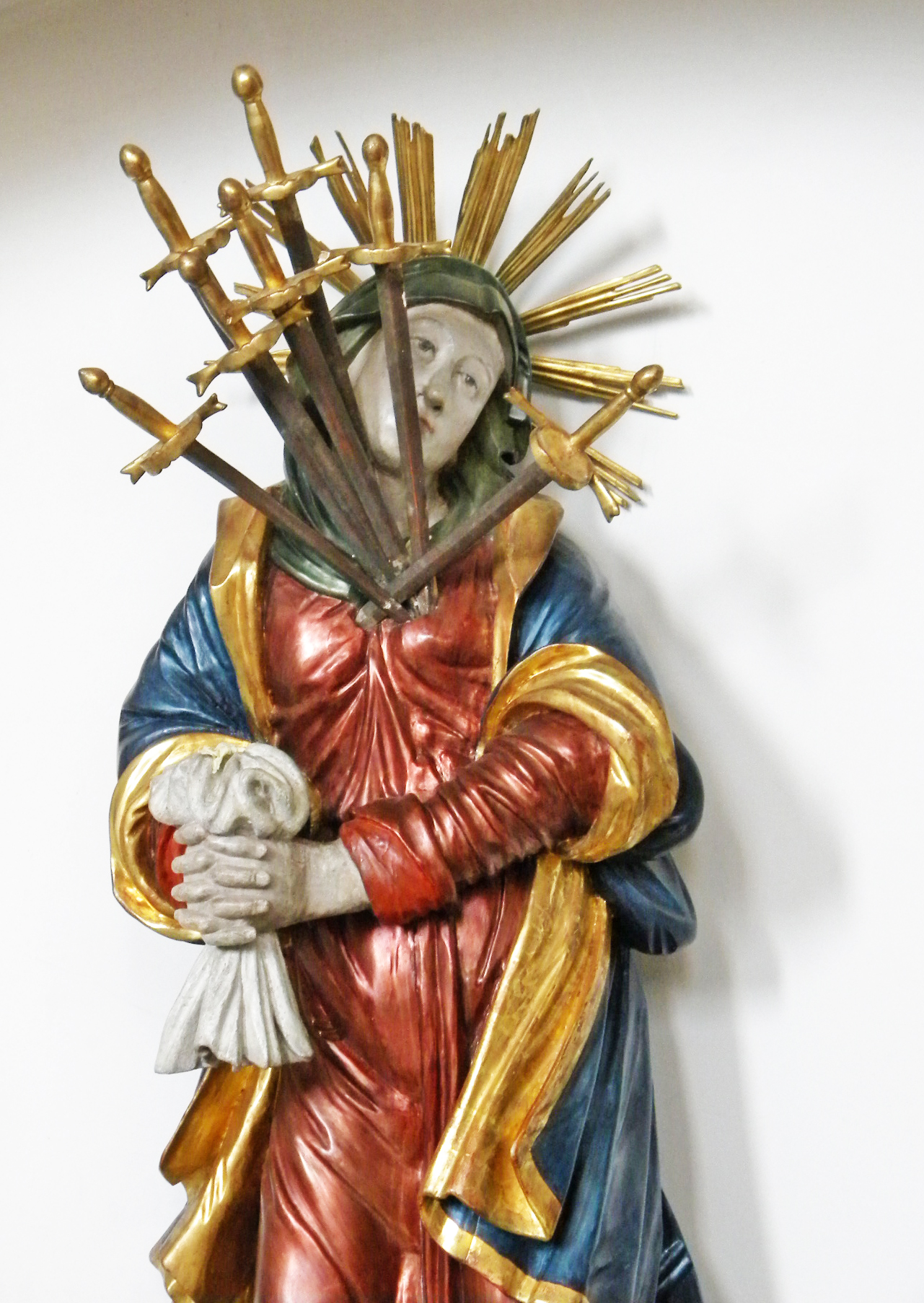
Fájdalmas Anya-szobor a németországi Weggentalkirche zarándokhelyen (Rottenburg am Neckar)